# Michael Folorunsho
Michael Ijemuan Folorunsho (* 7. Februar 1998 in Rom) ist ein italienischer Fußballspieler. Der Mittelfeldspieler steht bei der SSC Neapel unter Vertrag und ist aktuell an Cagliari Calcio ausgeliehen.

## Persönliches
Folorunsho wurde als Sohn nigerianischer Eltern in Rom geboren.

## Karriere

### Verein
Folorunsho stammt aus den Jugendabteilungen von Lazio Rom.
Am 13. Juli 2019 unterschrieb Folorunsho einen dauerhaften Vertrag bei der SSC Neapel und wurde zwei Tage später an den Serie-C-Klub SSC Bari ausgeliehen.
Am 16. August 2023 wurde sein Wechsel auf Leihbasis zu Hellas Verona bekannt gegeben.
Nachdem er in der ersten Hälfte der Saison 2024/25 mit den Azzurri debütierte, wechselte er am 11. Januar 2025 für den Rest der Saison auf Leihbasis zur Fiorentina. La Viola bekam dabei die Option, den Wechsel am Ende der Saison dauerhaft zu machen.
Auch zur Saison 2025/26 wurde Folorunsho innerhalb der Serie A ausgeliehen und zwar zum Cagliari Calcio.

### Nationalmannschaft
Im März 2024 wurde Folorunsho von Nationaltrainer Luciano Spalletti für die USA-Tour zum ersten Mal in die Italienische A-Nationalmannschaft berufen, blieb jedoch ohne Einsatz.
Am 23. Mai wurde in den vorläufigen Kader für die Europameisterschaften 2024 berufen.
Am 6. Juni wurde Folorunsho ohne zuvor je debütiert zu haben in Italiens Kader für die EM 2024 berufen.
Im Zuge der Vorbereitung für die EM debütierte der Mittelfeldspieler am 9. Juni 2024 in einem Testspiel gegen Bosnien im Nationalteam.
Bei den Europameisterschaften kam er zum Einsatz bei dem Eröffnungsspiel gegen Albanien.

## Titel
- Italienischer Meister: 2025 (SSC Neapel)